# Vereda Tropical (tira de jornal)
Vereda Tropical é uma tira publicada em vários jornais brasileiros, como o jornal O Dia. A tira é desenhada pelo cartunista Nani e tem como objetivo satirizar a situação sócio-político-econômica cotidiana do mundo e principalmente do Brasil.

## Personagens principais
Vale lembra que são incrivelmente raras as vezes nas quais são ditas os nomes dos personagens.
- Veizim: Um velho índio amarelo de cabelos brancos. Está sempre vestido apenas com penas sobre os quadris e tem também uma pena solitária sobre a cabeça.
- Turuna: Um índio bem mais jovem que Veizim, de pele alaranjada e cabelos pretos. Se veste igual a Veizim.
- Fernandias: um personagem há vários anos esquecido nessa tira, e que é uma paródia do bandeirante Fernão Dias Paes Leme.
- Os Três Reis Magos: Paródias dos três personagens bíblicos. Apenas aparecem na tira em época natalina. Sua missão é a mesma dos reis originais: visitar o menino Jesus e dar-lhe presentes. O curioso é que, dentro da tira, estes personagens tanto se apresentam na época bíblica quanto na época cotidiana.

## Algumas das sátiras
- Em 1988, quando o Brasil atravessava profunda crise durante o Governo José Sarney, Vereda Tropical publicou uma série de tiras com sugestões sobre o que o então presidente poderia ser quando abandonasse o governo. Dentre algumas, Sarney foi mostrado como pinguim de geladeira, secretário eletrônico e goleiro de pelada.

- Em uma das aparições dos Três Reis Magos, os mesmos foram detidos pela polícia. E o policial, examinando os sacos dos Reis, disse: - Não é ouro, incenso e mirra. É maconha e cocaína!

- Em outra tira, um alienígena chegou à Terra e pediu à Turuna e Veizim que o levassem ao líder deles. Decidiram levar o visitante espacial a um lider do tráfico de drogas.

- Em outro episódio, Veizim encontrou uma lâmpada mágica e bastou esfregá-la para que saísse um gênio que lhe concederia três desejos, mas o gênio avisou-lhe de antemão que não adiantaria pedir coisas como emprego, casa própria, etc. E Veizim replicou: Gênio brasileiro é essa gracinha!

- Em outro episódio, Veizim estava em frente a uma televisão dizendo que havia começado o Horário de Propaganda Eleitoral. Quando um candidato na televisão começou a frase Eu prometo..., Veizim o interrompeu e completou toda a frase do candidato, dizendo várias das promessas ditas em épocas de eleição, como lutar por emprego e educação. Assim, o candidato da televisão perguntou: Como ele adivinhou o que eu ia dizer?

- Em 1994, com a chegada da URV, Veizim e Turuna observavam um Vampiro sedento de sangue com o nome URV estampado em sua roupa, e comentavam que por isso não estavam gostando da tal URV.

- Em dezembro de 2008, mês natalino, quando um dos assuntos enfocados no Brasil era a alta do dólar, Os Três Reis Magos entraram em ação novamente. Discutiam se naquele ano poderiam visitar o presépio do Menino Jesus. Um deles disse que isso dependeria da cotação do dólar.